# مجدي أبو رمضان
مجدي أبو رمضان (1929-) هو سياسي فلسطيني وُلد في حيّ التفاح في مدينة غزة. تلقّى تعليمه الأساسي في مدارسها، وحصل على الثانوية من مدرسة صهيون في مدينة القدس. عضو اللجنة التنفيذية لمنظمة التحرير. توفي في مدينة القاهرة 1997.

## حياته العملية
سافر إلى بيروت حيث التحق بالجامعة الأمريكية مكث ثلاث سنوات ومن ثم انتقل إلى الجامعة الأمريكية في القاهرة كلية الآداب قسم اللغة الانجليزية. وبعد تخرجه من الجامعة عاد إلى قطاع غزة حيث عمل مدرس للغة الانجليزية عام 1956 في مدرسة فلسطين الثانوية، ثم انتقل للعمل عام 1957 في بعثة الأمم المتحدة في القطاع كمترجم وضابط ارتباط، ومن ثم عين وكيلاً لمدرسة فلسطين الثانوية، ومن ثم عمل مديراً لمدرسة الزهراء الثانوية للبنات، وانتقل إلى خانيونس حيث عين ناظراً لمدرسة خان يونس للبنين لمدة قصيرة نقل بعدها إلى غزة حيث عين مديراً لمدرسة يافا الثانوية للبنين وذلك حتى عام 1965.

## إنجازاته
شارك في أعمال المجلس الوطني الفلسطيني الأول الذي عقد في مدينة القدس عام 1964 وتم الاعلان فيه عن تأسيس منظمة التحرير الفلسطينية، حيث أختاره أحمد الشقيري رئيس اللجنة التنفيذية للمنظمة، كرمز من رموز الوطنية البارزة في قطاع غزة، وعمل كأول مدير لمكتب منظمة التحرير في غزة عام 1965، وشغل منصب عضو في المجلس الوطني الفلسطيني والمجلس المركزي وعضوية اللجنة التنفيذية لمنظمة التحريرفي الدورة الثالثة والتي عقدت خلال (1968-1966). ونتيجة لحرب عام 1967واحتلال ما تبقي من الأراضي الفلسطينية غادر قطاع غزة إلى القاهرة ليعمل في مكتب المنظمة مديراً للمكتب.
أعيد انتخاب أبو رمضان عضواً في اللجنة التنفيذية للمنظمة للدورة الثالثة عشر من تاريخ (1977-1979) وفي الدورة الرابعة عشر من تاريخ (1979-1981) وذلك عن المستقلين.